# The Mooney Suzuki
The Mooney Suzuki es una banda estadounidense de garage rock, formada en la ciudad de Nueva York en 1996. Originalmente comprendía al vocalista y guitarrista Sammy James, Jr., el guitarrista Graham Tyler, el bajista John Paul Ribas y el baterista Will Rockwell-Scott. La banda ha lanzado cuatro estudio álbumes - People Get Ready (2000), Electric Sweat (2003), Alive & Amplified (2004) y Have Mercy (2007).

## Historia
La banda se formó en 1996, después de Graham Tyler respondió a un anuncio que Sammy James Jr. ha escrito en una tienda de guitarras. Lanzaron sus dos primeros singles, "Taking Me Apart" y "Love is Everywhere" en 1998. La banda toma su nombre de dos cantantes principales de la banda de Can, Malcolm Mooney y Damo Suzuki.
La banda salió con su primer EP en 1999, seguido de su primer álbum, People Get Ready, en el año 2000 en la Estruslabel. A principios de 2002, la banda ganó la encuesta regional de Nueva York en el 1.er anual Independent Music Awards para "My Dear Persephone" Se separaron poco después, pero pronto reunieron a instancias de The Donnas. Después de shows con The White Stripes y The Greenhornes, la banda decidió grabar otro disco con Jim Diamond. Electric Sweat salió en 2002 y la banda estuvo de gira con viejos amigos the Strokes y los suecos the Hives. Este tour llevó a su firma con Columbia Records, seguido de apariciones en Late Night with Conan O'Brien, The Late Late Show con Craig Kilborn, y Friday Night con Jonathan Ross. Durante este tiempo, Sammy James Jr. escribió la canción principal de la Jack Black película Escuela de Rock. También escribió el tema de cierre "Tread Lightly Rosie Grier."
En 2003, en Lollapolooza, la banda comenzó a tocar esas canciones nuevas como "condición primitiva". El álbum Alive and Amplified se convirtió en el mayor éxito de la banda, que aparece en el Madden 2005, Shaun White Snowboarding, y en el ATV Offroad Fury 3. Alive and Amplified irrumpió en el UK Singles Chart en el puesto número 38, y apareció en el adaptación de 2005 de Fun with Dick and Jane, así como la película de 2006 Grandma's Boy. También contribuyeron a la banda sonora de Burnout 3, con otro sencillo de ese álbum, "Shake that Bush Again". Pronto la banda estuvo de gira con Kings of Leon.
Las etiquetas de banda negociado para V2 Records en 2005. álbum de la banda "Have Mercy" tenía que haber sido lanzado en el verano de 2007 (fijada inicialmente para enero de 2007, y luego la primavera, de acuerdo con los materiales de marketing V2). Debido a la reorganización de V2 anunciado en enero de 2007, el álbum no fue lanzado en esa etiqueta, pero en su lugar salió el 19 de junio en la etiqueta indie Elixia.

## Las actividades en curso a partir de 2010
El guitarrista Chris Isom creäo su propia banda, Loud Búhos, mientras que el bajista Reno Bo está tocando el bajo con Albert Hammond, Jr. poniendo su álbum en solitario en espera. Sammy James Jr. había sido visto tocando alrededor de la ciudad de Nueva York con bandas como The Pierces, con Russell Simins de Jon Spencer Blues Explosion y Karen O de los Yeah Yeah Yeahs. En abril de 2010, Will Rockwell-Scott había tomado el puesto de baterista de la banda de rock australiana Wolfmother.
En 2010, la canción "Do It" de Mooney Suzuki se utilizó para un comercial de SAP AG.
- Datos: Q466141
- Multimedia: The Mooney Suzuki / Q466141